# Sepp Zeilbauer
Josef "Sepp" Zeilbauer (né le 24 septembre 1952 à Mürzzuschlag) est un athlète autrichien, spécialiste du décathlon.
Son meilleur résultat est de 8 310 points obtenu au meeting de Götzis, le 16 mai 1976.